# Божидар Лукарски
Божидар Цецов Лукарски е български политик и юрист. Председател на СДС (от 2013 г.).

## Биография
Божидар Лукарски е роден на 23 юни 1972 година в град Перник. През 1996 година завършва Националната гимназия за древни езици и култури в София. През 2001 година завършва специалност „Право“ в СУ „Св. Климент Охридски“.

### Професионален опит
Божидар Лукарски е бил:
- Главен експерт юрисконсулт, дирекция „Правна“ Агенция за приватизация / Агенция за следприватизационен контрол (1998 – 2002)
- Главен секретар на район Младост, Столична община (2002 – 2003)
- Заместник кмет на район Младост, Столична община (2003 – 2007)

През 2008 година става адвокат на свободна практика към Софийската адвокатска колегия.

### Политическа кариера
През 1999 година Лукарски става член на СДС. В периода от 2010 до 2013 година е председател на Контролния съвет на СДС.
На XXI Национална конференция на СДС, проведена на 6 юли 2013 година, е избран за председател на партията. Той е избран с 392 гласа от делегатите в битка с още трима кандидати. Иван Сотиров получава 263 гласа, Детелина Симеонова – 17 гласа, а Драго Михалев – 14 гласа.

### Скандали и критики
След приключване на изборния ден на 5 октомври 2014, вестник 24 часа публикува интервю с Лукарски, в което той е цитиран да казва, че условието Бойко Борисов да не е премиер е било „трик за вдигане на нашия електорат“. Няколко часа по-късно, по време на пресконференцията на Реформаторски блок, Лукарски заявява че не е бил цитиран правилно и не е използвал думата „трик“. На следващия ден, вестник 24 часа публикува аудио файл от интервюто, който потвърждава оригиналния цитат. Тези събития доведоха до остри реакции в социалните медии, където потребители изказаха мнение, че Лукарски трябва да се извини публично или да си подаде оставката като председател на СДС. В поредно интервю, отново публикувано във вестник 24 часа, Лукарски коментира тези критики с репликата „Оставката ми я искат единици във фейсбук, които не са нито орган на СДС, нито на Реформаторския блок. Единственото, което могат да искат, е оставката на жена си вкъщи“.